# سیارک ۱۱۵۱۶
سیارک ۱۱۵۱۶ (به انگلیسی: 11516 Arthurpage، نامگذاری:1991ED) یازده هزار و پانصد و شانزدهمین سیارک کشف شده‌است که در ۶ مارس ۱۹۹۱ کشف شد.